# David Sloan (homme politique)
Pour les articles homonymes, voir David Sloan.
David Richard Sloan est un ancien homme politique (yukonnais) canadien. Il est un ancien député qui représentante de la circonscription électorale de Whitehorse-Ouest de 1996 à 2000 à l'Assemblée législative du Yukon. Il a été un membre du Nouveau Parti démocratique du Yukon.
Il a été défait par le libéral Dennis Schneider (en) lors de l'élection territoriale du 17 avril 2000.
Onze ans plus tard, il a ensuite rejoint au Parti libéral du Yukon et s'est présente dans la nouvelle circonscription de Mountainview lors l'élection du mardi 11 octobre 2011, mais il n'est pas élu à l'Assemblée législative.